# Combichrist
Combichrist est un groupe norvégien de metal industriel. Il est formé en 2003 par Andy LaPlegua, qui est aussi le fondateur des groupes Icon of Coil, Panzer AG, Scandinavian Cock et Scandy. Le chanteur Andy LaPlegua, est actuellement basé au Tennessee, aux États-Unis.
Le groupe assure la première partie des concerts de la tournée de Rammstein en 2009-2010, notamment lors de ses dates françaises : au Zénith de Nantes le 16 novembre 2009, à Lyon-Halle Tony Garnier le 2 décembre 2009, à Strasbourg-Zenith Europe le 3 décembre 2009 et à Paris-Bercy les 8-9 décembre 2009. il assure la première partie des spectacles de Rammstein le 9 décembre et le 7 mai au Centre Bell à Montréal et pour le 11 décembre au Madison Square Garden de New York. Joe Letz assure également leur première partie durant la tournée de 2013 en tant que DJ.

## Histoire

### Origines et débuts
La première chanson écrite par LaPlegua, sous le nom de D.r.i.v.E, s'oriente power noise et techno, et s'intitule Thanx to my Buddies ; elle est incluse dans la compilation Advanced Electronics Vol. 2. La chanson est ensuite rééditée sous le titre Like to Thank My Buddies sur l'album Everybody Hates You de Combichrist. Le nom du groupe change ensuite pour Hudlager et finalement pour Combichrist avant la sortie de leur premier album, The Joy of Gunz, au label allemand Out of Line.
Le nom du groupe s'inspire d'un fanzine imaginé par LaPlegua dans les années 1990, dans lequel Combichrist est un personnage, une « sorte de messie punk-rock ». Le personnage trouve l'énergie dans la prise de drogues. Quelques années après la formation du groupe, LaPlegua quitte la Norvège pour s'installer aux États-Unis, qui est désormais le quartier général de Combichrist et de ses projets connexes Scandy, Panzer AG, et Scandinavian Cock.

### Premiers albums (2003–2009)

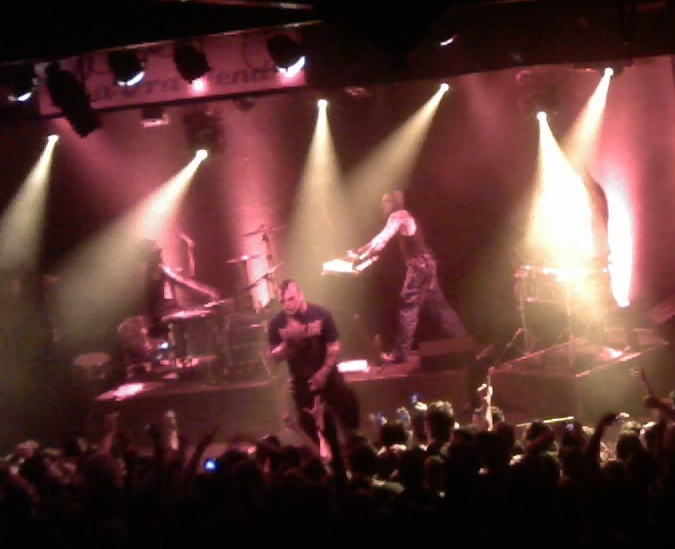
Combichrist sur scène en 2008.

Le premier album studio de Combichrist, The Joy of Gunz, est publié en 2003. Cherchant un nouveau son original et agressif, Andy LaPlegua réussit à populariser son projet auprès d'un grand nombre de fans. À l'Halloween de la même année, le groupe publie l'EP Kiss the Blade en édition limitée à 667 exemplaires, tous vendus en une semaine. En 2004, le deuxième EP, Sex, Drogen und Industrial, atteint la première place des Deutsche Alternative Charts pendant plusieurs semaines. En parallèle à la sortie de Sex, Drogen und Industrial, une édition en 666 exemplaires de Blut Royale est produite et vendue rapidement.
L'année 2005 assiste à la sortie de Everybody Hates You, et c'est à cette période que LaPlegua décrit son style musical de « techno body music » ou TBM. Le groupe publie une chanson intitulée This is TBM sur la compilation Techno Body Music volume 1 publiée par le label Out-of-Line. Ils jouent la chanson en live en 2005, accompagnée de morceaux vocaux. La version instrumentale de la chanson est publiée, et les morceaux vocaux sont retravaillés pour la chanson Electrohead. Après cette sortie, LaPlegua arrête de catégoriser son style musical de TBM. Peu après la sortie de l'album, la productrice d'Army on the Dance Floor, Kourtney Klein, est ajoutée comme claviériste et batteuse au groupe. L'album comprend deux chansons à succès, This Shit Will Fuck You Up et This is My Rifle. Ils publient ensuite l'EP Get Your Body Beat en 2006 qui leur permet d'atteindre le Billboard Top 10 Dance Singles. Le clip du single est inclus dans le DVD du film biopunk The Gene Generation. Le groupe marque dans une tournée nord-américaine avec KMFDM peu après la sortie du single.
Le 6 mars 2007, What the Fuck is Wrong With You People? est publié et bien accueilli par la presse spécialisée,. L'album comprend le single Get Your Body Beat.
Le producteur de Pull Out Kings, Z Marr, se joint au groupe comme claviériste en janvier 2008 pour commencer l'album Today We Are All Demons. Il aurait, selon Trevor Friedrich d'Imperative Reaction et anciennement d'Eighteen Visions, été demandé comme batteur avec Joe Letz (de Wednesday 13) en octobre 2008. Il remplace la claviériste Kourtney Klein, qui deviendra membre permanent de Nitzer Ebb.
Combichrist publie Today We Are All Demons le 20 janvier 2009. Combichrist effectue immédiatement une tournée nord-américaine à succès avec Black Light Burns (featuring Wes Borland de Limp Bizkit) et une tournée européenne avec Rammstein. À la tournée européenne de cette année, Trevor est temporairement remplacé par Mark Jackson de VNV Nation. La chanson Shut Up and Bleed de Combichrist avec W.A.S.T.E devient la bande-son du film The Collector. Leur chanson Today We Are All Demons (Beneath the World Mix) devient la bande-son du film Underworld: Rise of the Lycans.

### Making Monsters(2010–2012)
Le dernier album de Combichrist, Making Monsters, est publié en ligne le 31 août 2010, et sur CD le 28 septembre 2010. Combichrist entame une tournée en soutien à son nouvel album à la fin de 2010, avec Aesthetic Perfection et iVardensphere,. En 2011, après avoir ouvert pour Rammstein au Madison Square Garden en décembre 2010, ils annoncent ensemble une tournée américaine, et Andy annonce que le Monsters on Tour Part II prendra place pendant les concerts de Rammstein. Le Monsters on Tour Part II fait participer Angel Spit et God Module.
Leur chanson Never Surrender est incluse dans une démo orientée hack-n-slash de DmC: Devil May Cry, et Andy LaPlegua s'occupe de la bande-son de No Redemption (Official DmC: Devil May Cry Soundtrack). La chanson Throat Full of Glass est incluse dans le jeu du même nom, en séquence d'ouverture. Une nouvelle chanson intitulée Bottle of Pain est publié en janvier 2012 comme bande-son du film Underworld : Nouvelle Ère.

### No RedemptionetWe Love You(2013–2014)
Le chanteur Andy est approché pour créer la musique sur le jeu vidéo Devil may cry, cinquième volet. Ce fut un grand succès.
En octobre 2013, LaPlegua annonce sur Facebook un nouvel album courant 2014. Le 10 décembre 2013, Combichrist annonce le titre de son septième album, We Love You, annoncé pour mars 2014. La tournée We Love You fait participer William Control et New Years Day. Deux singles sont inclus dans l'album, From My Cold Dead Hands et Maggots at the Party. La vidéo de Maggots at the Party est nommée aux Berlin Music Video Awards 2015 dans la catégorie « vidéo la plus thrash ».

### This is Where Death Begins(2016–2017)
En février 2016, leur nouvel album, non-titré mais souvent référé sous le hashtag #ThisIsWhereITBegins sur Instagram, est annoncé en mai de la même année. Plusieurs clips et messages annoncent la participation probable de Coal Chamber et Filter, et de la chanteuse de MXMS. Une tournée européenne est annoncée en juin et juillet, avec Nick Rossi (ex-New Years Day) comme second batteur et percussionniste. Entretemps, le groupe joue au Out Of Line Festival à Berlin avec le claviériste Z_Marr, qui a quitté le groupe pour se consacrer à ses buts personnels (il rejoindra le groupe <PIG> en juin 2016). Il est remplacé par Elliott Berlin, d'Aesthetic Perfection et Telemark.
Le 18 avril, leur nouvel album, This is Where Death Begins, est annoncé pour le 3 juin 2016. Disponible en double vinyle et CD, une version double-album comprend un enregistrement scénique de leur prestation au Complex, à Los Angeles. Une version triple-CD/DVD comprend des vidéos et audios du Summer Breeze Festival en 2015.

### One FireetCMBCRST(depuis 2019)
Après la sortie en 2017 du titre autonome Broken : United, un nouvel album intitulé One Fire est prévu pour une sortie au printemps, reportée par rapport à l'automne 2018, suivi d'une tournée américaine en mars/avril et de concerts européens (certains en festival, d'autres en tête d'affiche) en juin, juillet et août. Joe Letz annonce son départ le 17 janvier, après 13 ans en tant que batteur principal, avant l'annonce officielle de l'album/la tournée et en accord avec son nouveau mode de vie sobre. LaPlegua publie une déclaration d'adieu, confirmant que « le départ de Joe n'a rien à voir avec le groupe lui-même. Il s'agit d'un rétablissement, d'une vie différente et de passer plus de temps avec sa famille ». LaPlegua ajoute que lui/Combichrist a « un nouveau management, une nouvelle agence de booking, Nick Rossi et Eric 13 travaillent dur avec moi, Elliot Berlin aux claviers et un nouveau second batteur Will Spodnick ».
LaPlegua met en place un Patreon Combichrist où il poste quelques titres Scandy inédits exclusifs et Sec Four. En 2020, il continue de travailler sur de nouveaux morceaux de Combichrist pour un album en 2022 - en commençant par le single Not My Enemy sorti début 2021 - et confirme qu'Elliott Berlin avait rejoint le groupe en tant que membre de l'enregistrement et de la tournée. De plus, le premier album solo officiel sort sous le nom de LaPlegua - contenant des chansons qui étaient à l'origine destinées à un troisième album de Panzer AG. Le premier single, I Will Heal, est publié en ligne en février 2021, et l'album de post-punk et rock gothique est prévu pour l'été. 
Le 13 mai 2022, un autre nouveau single Modern Demon sort. Cette même année, le groupe enrtame une tournée, passant notamment par la France. En 2024, le groupe sort son dernier album, CMBCRST.

## Membres

### Membres actuels
- Andy LaPlegua – chant (depuis 2003)
- Eric13 – guitare (depuis 2014)
- Elliott Berlin – claviers, percussions, basse, chœurs (2013, 2016, 2018–2019, 2021, depuis 2022)
- Dane White – batterie (depuis 2019)
- Will Spodnik – percussions (depuis 2018)
- Dane White – batterie (depuis 2019)
- Jamie Cronander – guitare, claviers, percussions, chœurs (depuis 2021)

### Anciens membres
- Z Marr – instruments électroniques, percussions (2006–2015)
- Abbey Nex – guitare, basse (2009-2014)
- Tiffany Lowe – claviers (2013)
- Daniel Graves – claviers (2013, uniquement Old School Electro Show)
- Elliot Berlin – claviers (2013, uniquement Old School Electro Show, et festival Out Of Line 2016 à Berlin)
- Trevor Friedrich – percussions (2008-2012)
- Wes Borland – guitare (2009)
- Kourtney Klein – percussions (2003-2005)
- Shaun F – claviers (2003-2008, 2012)
- Jon Horton – percussions (2005-2008)
- Mr. Bjoern Petersen – programmation, guitare, claviers (2003-2005, 2013, Old School Electro Shows)
- Syn M – claviers (2003-2008)
- Brent Ashley – basse, chœurs (2014-2018)
- Nick Rossi – percussion (2016-2019)
- Joe Letz – batterie (2006-2019)

## Discographie

### Albums studio
- 2003 : The Joy of Gunz
- 2005 : Everybody Hates You
- 2007 : What the Fuck is Wrong With You People?
- 2009 : Today We Are All Demons
- 2010 : Making Monsters
- 2013 : No Redemption
- 2014 : We Love You
- 2016 : This is Where Death Begins
- 2019 : One Fire
- 2024 : CMBCRST

### EP
- 2003 : Kiss The Blade
- 2004 : Blut Royale
- 2004 : Sex, Drogen und Industrial
- 2006 : Get Your Body Beat
- 2008 : Frost EP : Sent to Destroy
- 2009 : Heat EP : All Pain is Gone
- 2010 : Scarred
- 2010 : Never Surrender
- 2011 : Throat Full of Glass

### Compilations
- 2003 : Extreme Jenseitshymnen Vol. 4 (chanson Line to the Dead)
- 2003 : Dark Awakening Vol. 4 (chanson God Wrapped in Plastic)
- 2003 : Awake the Machines Vol. 4 (chanson Vater Unser)
- 2004 : Intensivstation (chanson Vater Unser)
- 2004 : Machineries of Joy 3 (chanson Lying Sack of Shit)
- 2004 : Industrial for the Masses Vol. 2 (chansons Strike et Without Emotions)
- 2004 : 15 Minutes into the Future (chanson Das Der Bunker)
- 2004 : Per:Version: Vol 14 (chanson Blut Royale)
- 2005 : Endzeit Bunkertracks: Act I (chanson Tractor)
- 2005 : This Is... Techno Body Music (chanson This is TBM)
- 2006 : Das Bunker: Fear of a Distorted Planet (chanson Christus Commando)
- 2007 : Machineries of Joy Volume 4 (chanson Hate and Booze (featuring Helltrash)
- 2008 : Industrial Attack Vol.2 (chanson Electrohead)
- 2008 : Awake the Machines Vol. 6 (chanson Prince of E-Ville (Chicago Club Mix by Accessory))
- 2010 : Noise collection vol. 1

### Vidéographie
- 2009 : Sent to Destroy
- 2011 : Throat Full of Glass
- 2014 : Maggots at the Party